# Cerrito de la Cruz
Cerrito de la Cruz är en ort i Mexiko.   Den ligger i kommunen Jerécuaro och delstaten Guanajuato, i den centrala delen av landet, 180 km nordväst om huvudstaden Mexico City. Cerrito de la Cruz ligger 2 135 meter över havet och antalet invånare är 119.
Terrängen runt Cerrito de la Cruz är platt åt nordväst, men åt sydost är den kuperad. Runt Cerrito de la Cruz är det ganska tätbefolkat, med 54 invånare per kvadratkilometer. Närmaste större samhälle är Apaseo el Alto, 18,8 km nordväst om Cerrito de la Cruz. I omgivningarna runt Cerrito de la Cruz växer huvudsakligen savannskog.